# Bitritto

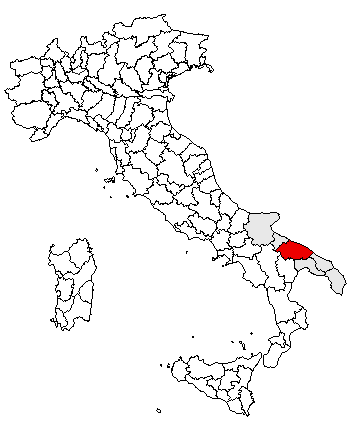
Położenie prowincji Bari

Bitritto – miejscowość i gmina we Włoszech, w regionie Apulia, w prowincji Bari.
Według danych na styczeń 2009 gminę zamieszkiwały 10 763 osoby przy gęstości zaludnienia 609,8 os./1 km².